# جین دلوین

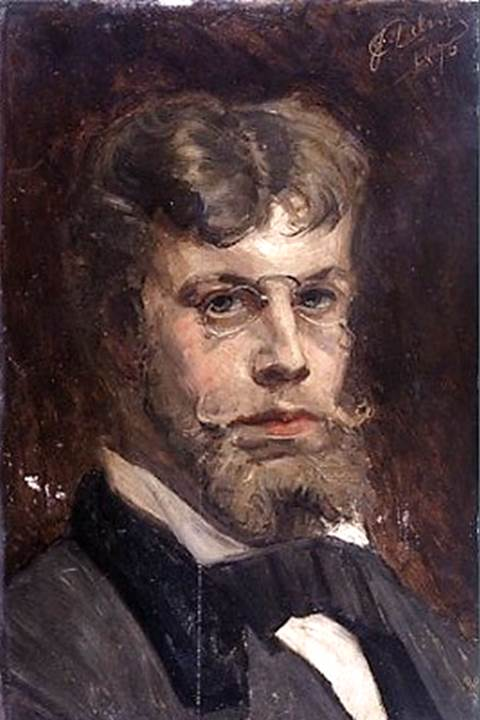
خودنگاره (۱۸۷۶)

جین جوزف دلوین (۱۸۵۳–۱۹۲۲، متولد گنت) یک نقاش بلژیکی بود که در ترسیم حیوانات (در درجه اول اسب) تخصص داشت.

## زندگی
او در آکادمی سلطنتی هنرهای زیبا در گنت فعالت می‌کرد. دانش آموزان دیگر او در آنجا شامل آندره کلوزنار و ژاک د لالین بودند. وی سفرهای مطالعاتی به فرانسه و اسپانیا انجام داد.

## نگارخانه

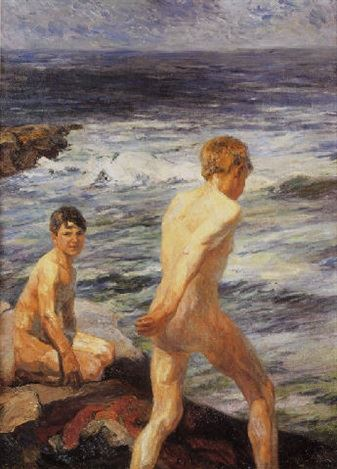
حمام کننده ها
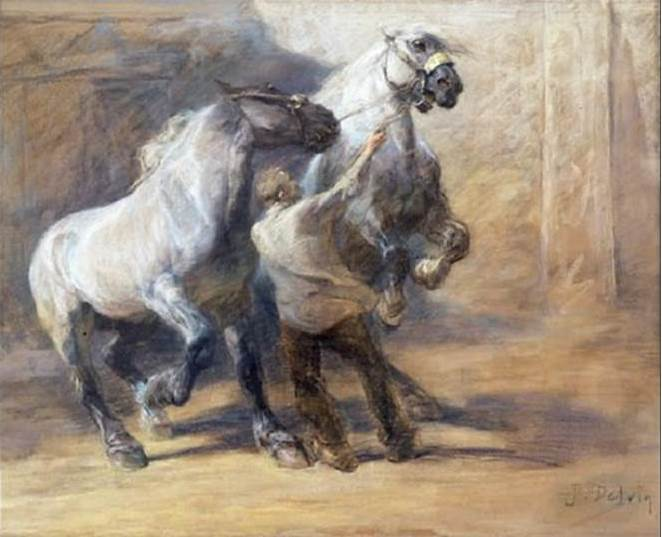
اسب ها
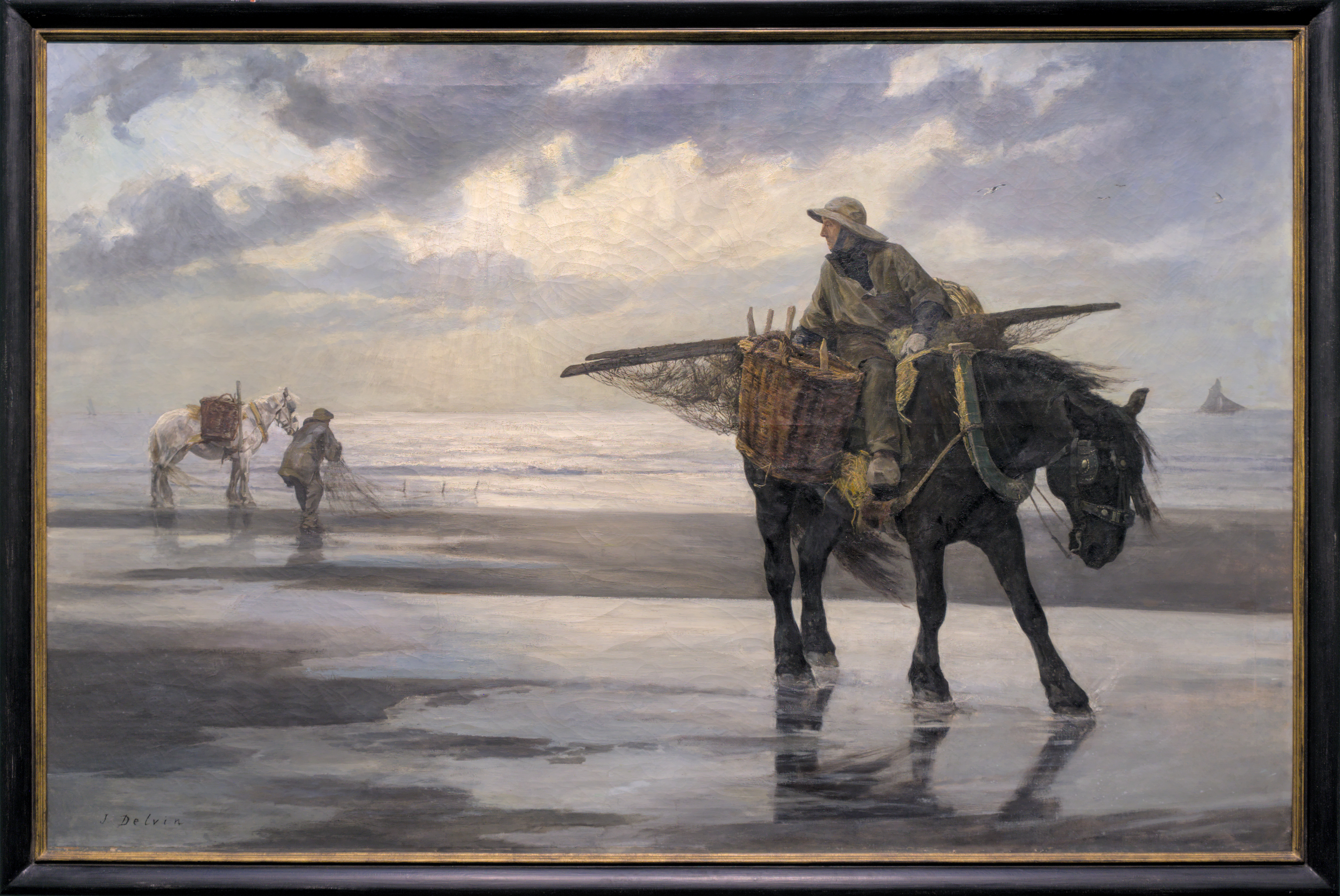
میگو‌‌ها در نیوپورت
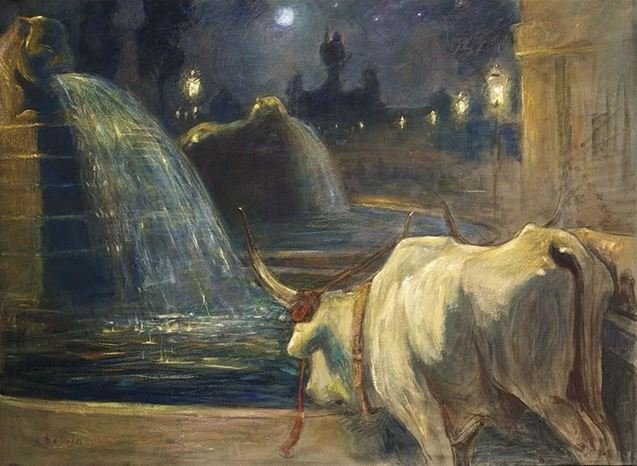
گاو نزدیک چشمه